# 이병순
이병순(李炳淳, 1949년 8월 20일 ~ )은 대한민국의 언론인이다. 경상남도 거창에서 출생하였으며, 1967년 경북고등학교를 졸업하고, 1973년 서울대학교 독어교육학과를 졸업하였다. 1977년에 공채 4기 기자로 KBS에 입사하였다. 2002년 2월까지 한국방송공사 창원방송총국의 총국장을 거쳐, 2003년 5월 대구방송총국 총국장을 역임하였다. 2004년 KBS 미디어 사장을 시작으로 2005년 12월 KBS 비즈니스 사장을 거쳐, 정연주 사장의 후임으로 2008년 8월에 제18대 KBS 사장을 역임하였다. 2009년 11월 23일 오전에 이임식을 갖고 32년 재직한 KBS를 떠났다. 후임으로는 KBS 이사회에 의해 김인규 디지털미디어협회장이 선임되었다.

## KBS사장 관련
정연주 사장의 해임으로 임명된 이병순 사장은 KBS 창립 이후 최초의 내부 승진 사장이다. 취임 후 2008년 11월 13일, 정권에 대한 비판의 수위가 높았던 프로그램 "시사투나잇"을 폐지하면서 논란에 휩싸였다. 2008년 12월 29일〈강동순 녹취록〉중 선거에서 한나라당 지원을 위해 새로운 노조를 설립하겠다고 하던, 윤명식 PD를 편성본부 외주제작국장으로 임명하였다. 2009년 1월 17일 정연주 사장을 해임하고, 임명된 관제사장 반대운동을 하던 '공영방송 사수를 위한 KBS 사원행동' 양승동 대표와 김현석 대변인을 파면하고, 성재호 기자를 해임하였다. 또한 이상협 아나운서와 이준화 전주총국 PD와 이도영, 박승규 노조위원장 등에게는 감봉의 조치를 내려 언론탄압이라는 반발을 불러일으켰다.
가을 프로그램 개편에 대해 '코드 개편' 논란이 일고 있다. '생방송 시사360'과 '30분 다큐'를 폐지했다. '걸어서 세계속으로'와 '30분 다큐' '대결 노래가 좋다' '코미디쇼 희희낙락' '도전! 황금사다리' 등도 폐지했다. 특히 2TV '아침 뉴스타임'의 보도시간을 1시간에서 40분으로 줄이고, 대신 일일 행사안내 프로그램 '오늘 게시판'을 신설할 방침이다. KBS노조 관계자는 "시청자위원은 수신료를 내는 KBS 시청자를 대표할 수 있어야 하는데 이번 구성은 보수쪽 인사들로 채워졌다는 느낌을 지울 수 없다"고 말했다. 언론개혁시민연대는 "KBS가 시청자위원회마저 정치권력을 위한 정략적 도구로 전락시킨 것"이라고 비판했다. 또한 KBS 사장에 취임한 이후로 KBS 뉴스에서 정부에 대해 비판하는 보도가 현저하게 적어져 정권의 눈치를 보는 것 아니냐는 비판이 제기되고 있으며, 이에 따른 신뢰도 추락과 함께 시청률도 낮아진 것으로 드러났다.
2009년 11월 23일 오전 KBS본사에서 열린 이임식에서 이병순 사장은 1년 석달의 KBS사장 시절을 회고하며 "경영합리화로 사업손익을 341억 원의 흑자로 돌려놓았으며, 프로그램 경쟁력을 높였다"고 자평했다. 그러면서 KBS수신료 인상문제와 관련하여 "지금까지 쌓아놓은 도덕적 명분을 바탕으로 힘을 모은다면 국민들도 기꺼이 동의하리라도 믿는다"고 말했다. 또한 "국민은 KBS를 통해 대한민국을 보고, 세계를 듣는다"고도 말했다. 마지막으로 최근 한 프로의 발언파문을 언급하며 "KBS는 사소한 실수조차 용납되지 않는다."고 KBS임직원에게 마지막 당부의 말을 남겼다.

## 가족 관계
- 아버지 : 이준근( ~ 2021년 12월 16일)
- 형제동생 : 이병화, 이복문

## 같이 보기
- 최시중
- 강재섭 - 경북고등학교 동창
- 김은구
- KBS